# Bula Bula
Bula Bula, pubblicato nel 2005, è un album della cantante italiana Mina.

## Descrizione
«Bula Bula è l'isola che non c'è. Un luogo dello spirito, protetto dal mare. Dunque un rifugio, lontano dai territori scoscesi del mondo e dalle sue musiche aspre, dai giornali, dalla tv. Da quell'isola ipotetica spicca [...] il volo l'album eponimo, Bula Bula, che Mina afferma, sorniona, di aver registrato proprio là [...]. In copertina c'è lei, [...] irreale o surreale, [...] vestita d'un lungo drappo come una statua antica, la lunghissima treccia legata alla proboscide d'un elefantino, sullo sfondo erba e alberi, il cielo [...] incendiato dal tramonto».  In totale, «dodici canzoni, per un album che in ogni brano lascia esplodere la voce inimitabile e inconfondibile di Mina in tutta la sua classe ed eleganza. Tra i brani c'è un po' di tutto il sapore musicale»: dal pop puro al jazz al blues allo swing (e un po' di dance-music nella fantomatica traccia in coda a La fretta nel vestito).  «Vola solare e un po' Philadelphia Sound» il pezzo d'apertura, Vai e vai e vai, storia di «un uomo che non ha il coraggio di fare il passo decisivo fra amante e moglie». «Solleticante» è Portati via, scritto dal redivivo Stefano Borgia, «classico pezzo alla Mina, soft con il ritornello che esplode», mentre tutt'altro che Fragile - pezzo scritto da Gennaro Cosmo Parlato - sembra la Tigre nell'affrontare la seconda ballad dell'album. La quarta traccia è la raffinata Se, brano scritto da Alex Britti in cui «Mina rende palpitante il senso assorto della memoria e del rimpianto, l'inquieta verità del sogno ad occhi aperti che è poi lo strascico dell'amore finito». Dopo l'«ampia ballad stile '60», Fra mille anni, la prima cover dell'album: La fin des vacances, antico brano scritto a quattro mani da Boris Vian e Henri Salvador negli anni '50, «dove la grandezza dell'interprete fa tutt'uno con la grandezza del brano [...]. Il tema della memoria e della nostalgia, della precarietà e del desiderio rinnovato, trovano nel testo di Vian e nella musica di Salvador, una densità di pathos e di dolcezza che solo Mina poteva restituire così verace, e sognante. Con un contrabbasso, una batteria e due chitarre a suggerire scenari da cave parigina dell'età del jazz». Sei o non sei, «accattivante pop giocherellone» in odore di Matia Bazar (ha fra gli autori anche Piero Cassano),autore del testo Valentino Alfano, lascia il passo all'altro gioiello dell'album, quella 20 parole «figlia di un poeta, Roberto Roversi, e di un musicista come Alberto Ravasini, che Mina propone [...] da poetessa: con un'attenzione per la parola che scava nell'animo, un senso fervente e personalissimo della prosodia e del significato». Seguono poi, nell'ordine, il funky di Bell'animalone, «divertissement in chiave paradossalmente ma compostamente erotica firmato [dagli sconosciuti] Marzio Sandro Biancolino e Marco Fedrigo»; l'orecchiabile Dove sarai, di Antonio Elia e Nicolò Fragile (lo stesso autore del pezzo di apertura dell'album); la bossanova di Quella briciola in più, scritta da Maria Enrica Andolfi che ha dato a Mina in passato La bacchetta magica e Timida; e La fretta nel vestito, «canzone a misura di donna, spiritosa e abbastanza originale, sulla gelosia». Ma l'album non finisce qui: in coda a quest'ultimo brano, la Tigre ha inserito un «rifacimento scherzoso in chiave “disco” [di Fever, vecchio successo di Peggy Lee], dove nel divertito can can si sente anche la risatina di Edoardo, ultimo nipotino di Mina».
In definitiva, a parte due o tre pezzi, Bula Bula è un album senza infamia né lode. «Intendiamoci: il disco è suonato e confezionato benissimo e Mina è sempre la fuoriclasse che conosciamo. Così brava che saprebbe emozionare anche cantando l'elenco del telefono. Però sono rari i momenti che escono da un seppur nobile déjà-vu».

Foto interna del cd "Bula Bula" di Mina

## Tracce
1. Vai e vai e vai - 4:15 - (Nicolò Fragile)
2. Portati via - 3:54 - (Stefano Borgia)
3. Fragile - 3:40 - (Gennaro Parlato-Leonardo Abbate-Tiziano Borghi)
4. Se - 4:31 - (Alex Britti)
5. Fra mille anni - 4:26 - (Daniel Vuletic-Cheope)
6. La fin des vacances - 4:20 - (Henri Salvador-Boris Vian)
7. Sei o non sei - 3:46 - (Valentino Alfano-Piero Cassano-Massimiliano Pani)
8. 20 parole - 3:08 - (Roberto Roversi-Alberto Ravasini)
9. Bell'animalone - 4:08 - (Marzio Sandro Biancolino-Marco Fedrigo)
10. Dove sarai - 4:34 - (Antonio Elia-Nicolò Fragile)
11. Quella briciola di più - 5:14 - (Maria Enrica Andolfi)
12. La fretta nel vestito - 3:33 - (7:11) (Tullio Pizzorno)
Fever (ghost track)[9] - 3:38 (Eddie Cooley-Otis Blackwell)

## Versioni Tracce
- Portati via:

versione in spagnolo '07 Llévate ahora, vedi Todavía
- Sei o non sei:

versione in spagnolo '07 No sé si eres tú, vedi Todavía

## Formazione
- Mina – voce
- Faso – basso
- Massimiliano Pani – tastiera, cori, programmazione, chitarra addizionale
- Luca Meneghello – chitarra acustica
- Sandro Gibellini – chitarra elettrica
- Maurizio Dei Lazzaretti – batteria
- Nicolò Fragile – tastiera, programmazione, organo Hammond, pianoforte, Fender Rhodes
- Ugo Bongianni – tastiera, programmazione
- Marco Kaserer – chitarra
- Francesco Corvino – batteria
- Massimo Moriconi – contrabbasso
- Franco Ambrosetti – tromba
- Emilio Soana – tromba
- Mauro Parodi – trombone
- Gabriele Comeglio – sax
- Massimo Bozzi, Emanuela Cortesi, Giulia Fasolino, Antonio Galbiati – cori

## Classifiche

### Classifiche settimanali
| Classifica (2005) | Posizione massima |
| ----------------- | ----------------- |
| Italia            | 1                 |
| Svizzera          | 95                |

### Classifiche di fine anno
| Classifica (2005) | Posizione |
| ----------------- | --------- |
| Italia            | 24        |